# Televisión Pública (Argentina)
El Canal 7 de Buenos Aires, más conocido como Televisión Pública y estilizado como TVP, es una estación de televisión abierta argentina que transmite desde la ciudad de Buenos Aires y que actúa como la emisora cabecera de la cadena de televisión pública de ese país. Fue la primera estación de televisión en transmitir en el país, iniciando sus funciones el 17 de octubre de 1951. Es operada por la Secretaría de Medios y Comunicación Pública a través de la empresa pública Radio y Televisión Argentina, siendo uno de los dos canales de señal abierta que se encuentran operados directamente por el Gobierno de Argentina. Su programación es generalista, con énfasis en actividades deportivas, culturales, educativas y ficciones, además de poseer un servicio propio de noticias.
Como se mencionó al inicio, fue la primera teledifusora en operar en Argentina y a su vez, la segunda en hacerlo en América del Sur. Sin embargo, con la salida del aire de la Rede Tupi de Brasil (1950-1980), la Televisión Pública Argentina pasó a ser la estación de televisión operativa más antigua del subcontinente, con 73 años de funcionamiento continuo. Tomando en cuenta la región de América Latina, Canal 7 fue la cuarta estación en iniciar sus operaciones, por detrás del Canal 4 de México (31 de agosto de 1950), la Rede Tupi de Brasil (18 de septiembre de 1950) y el Canal 2 de México (21 de marzo de 1951).
La emisora llega a gran parte del país a través de repetidoras analógicas y la red nacional de la Televisión digital terrestre.
Desde el edificio corporativo que se ubica en Figueroa Alcorta 2977, Recoleta, Ciudad Autónoma de Buenos Aires, se dirige la empresa por medio de un directorio, cuyo presidente es designado por el Presidente de la Nación, que tiene una duración de cuatro años. Los miembros del directorio de RTA son designados de a cinco por periodo en acuerdo del Poder Ejecutivo Nacional, por cuatro años. A ellos, se les suma un sexto miembro que es elegido por los trabajadores.

## Historia

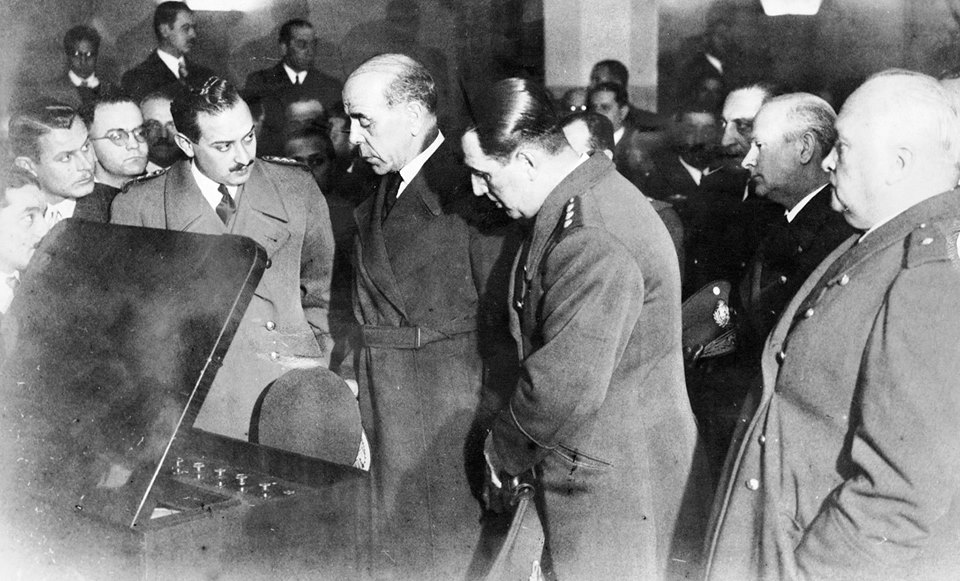
El presidente de facto Edelmiro J. Farrell y el vicepresidente Juan Domingo Perón observan una prueba experimental de televisión en 1944.

### Primeras transmisiones
La Televisión Pública es la más antigua emisora de televisión existente en el país, habiendo realizado su primera transmisión como empresa privada (LR3 Radio Belgrano TV) con apoyo estatal el 17 de octubre de 1951, por el Día de la Lealtad Peronista, desde la Plaza de Mayo, existiendo en ese momento sólo 2500 aparatos receptores de TV.
El empresario búlgaro-argentino Jaime Yankelevich logra la aceptación del presidente de la Nación Juan Domingo Perón de importar equipos de transmisión televisiva. El toque final provino de Eva Perón, quien luego de escuchar acerca de las bondades de los nuevos equipos importados de Estados Unidos dijo: 

“Sí, sí, todo muy lindo pero yo lo que quiero es que televisen el acto del Día de la Lealtad”

“Cuando instalen otros canales, nosotros ocuparemos el centro de la manijita sintonizadora. O sea que para cambiar de emisora el telespectador deberá pasar, en la mayoría de los casos, por la nuestra”.

#### Transmisión de prueba afinada en Canal 7

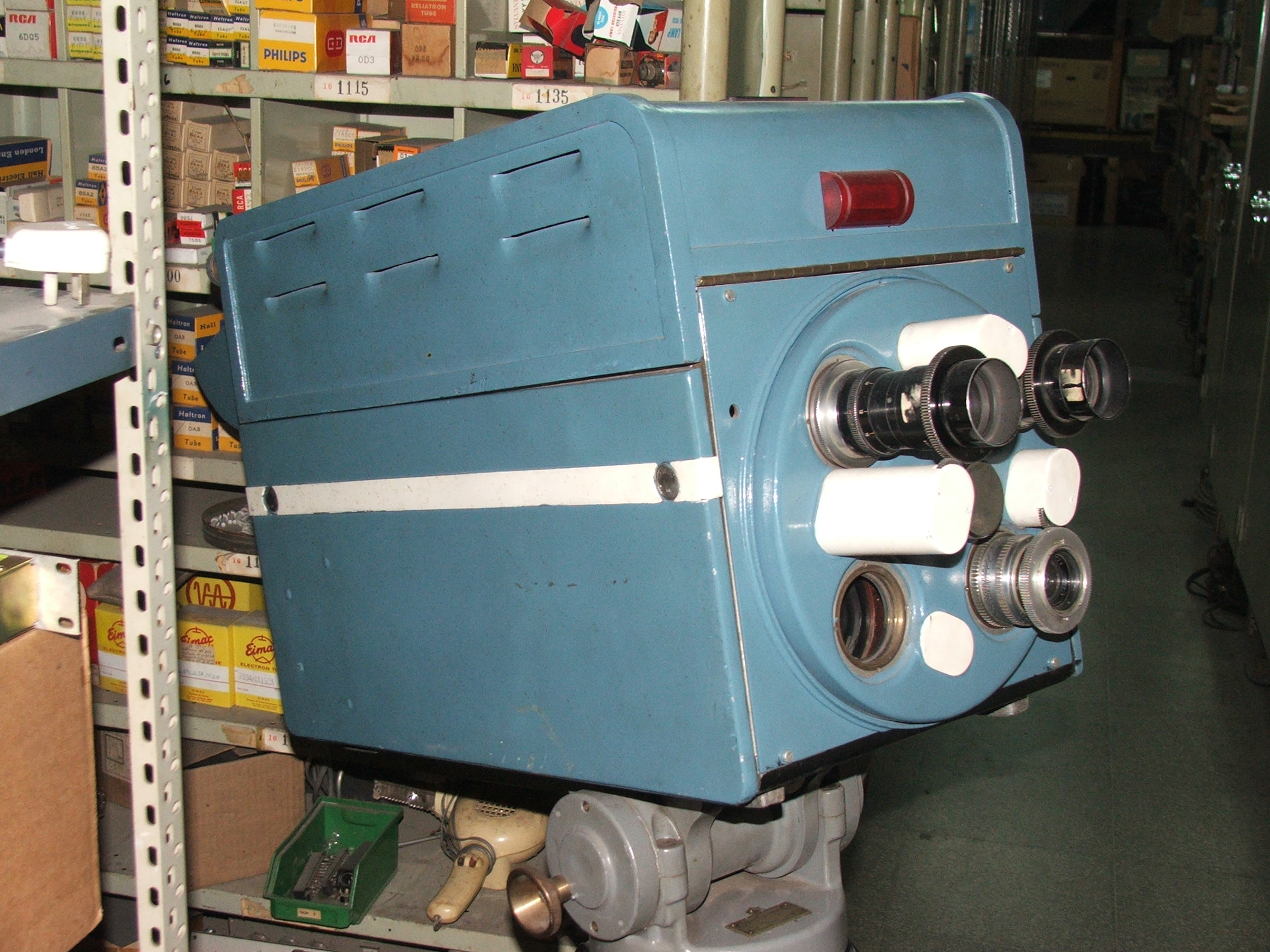
Primer modelo de cámara de estudio que se usó en el antiguo Canal 7 y participó en las primeras transmisiones en vivo.

A principios de septiembre de 1951, desde el Ministerio de Comunicaciones, el ministro de dicha cartera, Oscar Lorenzo Nicolini, les comunica a los directivos de LR3 que las pruebas de ajuste y calibración de los equipos estaban aprobadas, y que el 17 de octubre, se salía al aire desde Plaza de Mayo, agregando. "...es expreso deseo de Eva Perón...". Así, Argentina sería el segundo país en el continente en poseer la nueva tecnología, la caja mágica.
El mencionado propietario y director general de LR3 Radio Belgrano, Jaime Yankelevich, había importado de Estados Unidos el equipo transmisor Federal, las cámaras Dumont, y la antena emisora ITT de polarización horizontal de 50 m sobre el edificio del Ministerio de Obras Públicas, MOP, en la Avenida 9 de Julio.
El edificio solitario y elevado sobre la Avenida 9 de Julio, resultaba ideal para sostener la antena y el equipo trasmisor. Un grupo de técnicos, entre los que figuraban James Ballantine (de Standard Electric), Alejandro Spataro (Radio Belgrano) y Máximo Koeble, supervisaron la instalación.  
El 24 de septiembre de 1951, Enrique Telémaco Susini, primer director de cámaras, pone al locutor Fito Salinas delante de cámara con un libreto y con el trío musical Los Prado, completando de 10 a 13 horas de transmisión de prueba. Aunque los receptores de TV estaban ubicados en marquesinas de conocidos comercios a no más de 500 m de la planta transmisora, el cual los primeros días solo generaba 500 w de salida, la señal se perfeccionó hasta los 5 kW, con llegada perfecta a los partidos circundantes a Buenos Aires (probablemente unos 65 km de radio). Por la tarde continuaron la transmisión con otros locutores de Radio Belgrano.

#### Primera transmisión oficial

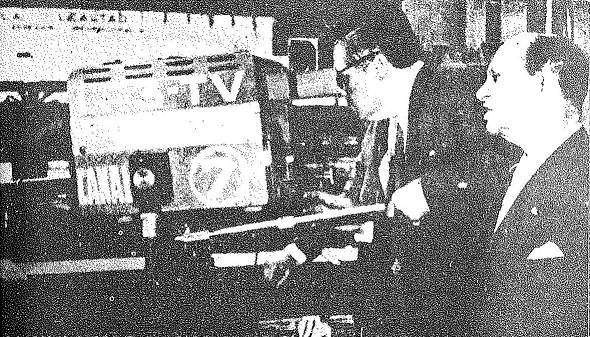
Jaime Yankelevich y Enrique Susini, el 17 de octubre de 1951. Dos pioneros de la comunicación argentina, se unían para supervisar la primera transmisión televisiva de la historia

Se efectuó desde la Plaza de Mayo, el 17 de octubre de 1951, a propósito del Día de la Lealtad. El enlace, entre el equipo portátil de cámaras y el estudio central, fue a través de un cableado improvisado. Las tres cámaras utilizadas y demás equipamiento se ubicaron en el primer piso del edificio de la sede central de Banco de la Nación Argentina.
Eva Perón pudo, por primera vez en 24 días, levantarse de su lecho para asistir vestida de negro al acto. La CGT le entregó a una debilitada Evita la Distinción del Reconocimiento y, el presidente Juan Perón, la Gran Medalla Peronista en Grado Extraordinario; sostenida de la cintura por su esposo. Habían sido necesarias dosis de calmantes -aplicadas por el ministro de Educación, Raúl Mendé- para que pudiera pronunciar un breve discurso, a modo de testamento político: 

“[…] les agradezco todo lo que han rogado por mi salud; espero que Dios oiga a los humildes de mi patria para volver pronto a la lucha y poder seguir peleando hasta la muerte […]”

En el discurso de aquel día, Eva nombró nueve veces a su propia muerte. Ese discurso es considerado por muchos como su testamento político.

#### Inauguración de las transmisiones regulares

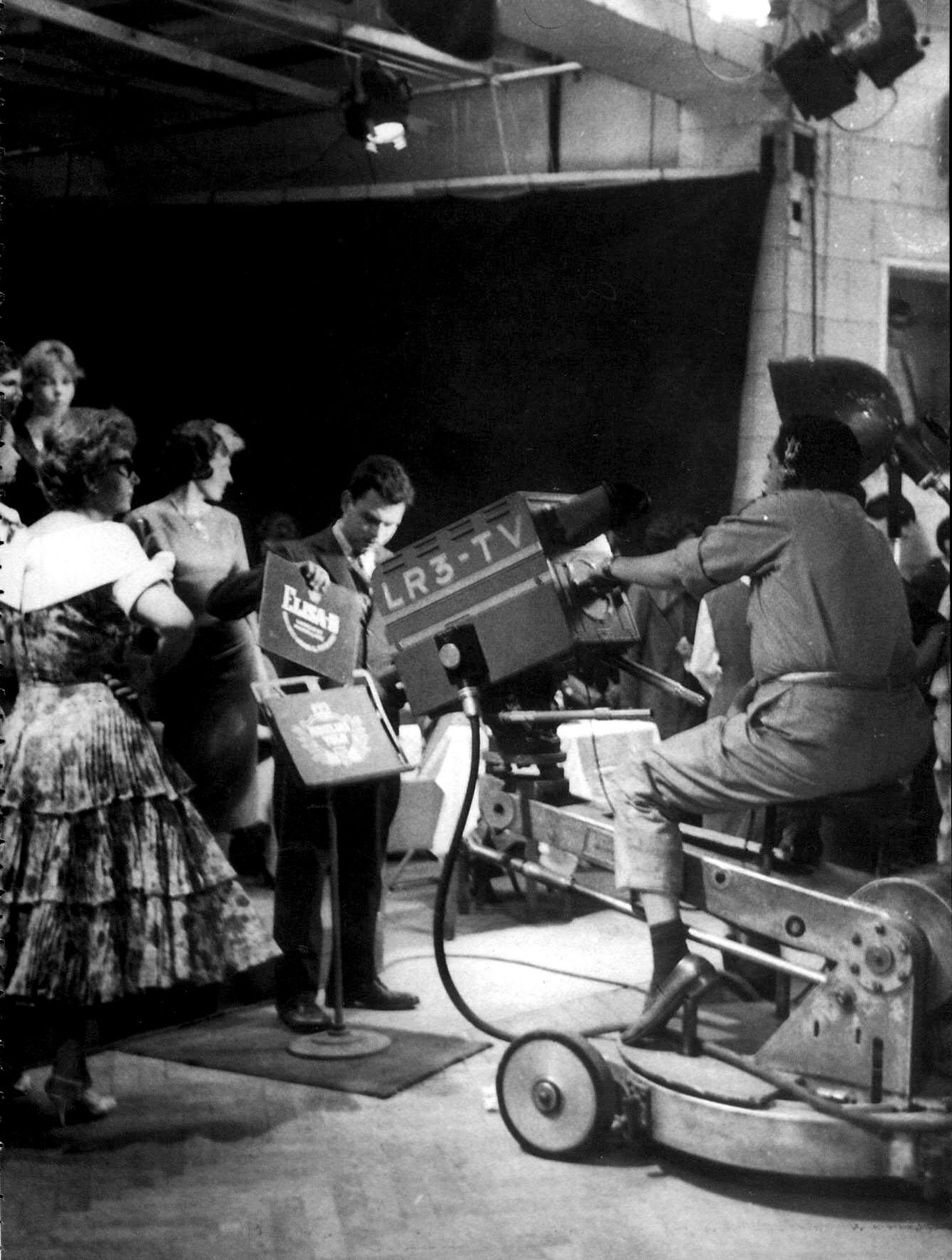
Estudios de LR3 TV en el Teatro Alvear.

Televisión Pública realizó su primera transmisión el 17 de octubre de 1951 con un hecho histórico: el acto por el Día de la Lealtad Peronista en la Plaza de Mayo, durante el cual Evita pronunció el discurso que luego fue considerado su testamento político.
El 4 de noviembre de 1951, se iniciaron las transmisiones regulares de la Televisión Pública, emitiendo entre las 5:30 p. m. a 10.30 p. m. Su identificación era LR3 Radio Belgrano Televisión. La Televisión Pública de Argentina nació como un emprendimiento del Estado. Jaime Yankelevich, quien se había posicionado como un referente de la radiofonía nacional al ser propietario y director general de LR3 Radio Belgrano, fue el encargado de poner en funcionamiento las transmisiones del nuevo medio en el año 1951.
Catorce días después, el domingo 18 de noviembre de 1951, se transmitió el primer partido de fútbol por televisión en Argentina. Se realizó desde el desaparecido "Gasómetro" cuando San Lorenzo de Almagro enfrentaba a River Plate. El director de cámaras era Samuel Yankelevich y los camarógrafos y ayudantes Nicolás del Boca, Noisseaux, Celasco, Lamas y Passerini. Asistidos técnicamente por Max Koeble y Campetti. También aquel año entre el 1 de diciembre y el 5 de diciembre se transmitió la primera final de un partido de fútbol entre Banfield y Racing Club por el Campeonato desde el Viejo Gasómetro.
Argentina fue, de este modo, el cuarto país del continente americano en comenzar con las transmisiones de televisión (después de Brasil, México y Cuba), y el octavo a nivel mundial luego de Alemania, Reino Unido, Francia y los Estados Unidos.
En un primer momento, el canal funcionó en el Teatro Alvear de las calles Ayacucho y Posadas, donde una parte de la planta baja funcionaba como estudio A (el más grande) y un salón en otro piso como estudio B. Entre 1953 y 1954 se montó un pequeño estudio de publicidad al lado del segundo estudio. También se utilizó el Palais de Glace. En los primeros años se necesitaban unos 45 minutos entre los programas para desarme y montaje de las escenografías. Mientras en el estudio se realizaba este trabajo, se exhibía un documental o cortos del Pájaro Loco.
En 1953, durante el gobierno de Perón se sancionó la primera de ley de radiodifusión en la Argentina, que llevó el número 14.241.

### Breve privatización y gobiernode factode la «Revolución Libertadora»
Durante su extensa historia, existió un breve lapso en el que estuvo en manos de privados. Esto ocurrió desde 1954, cuando el gobierno de Perón criticado por la oposición por el virtual monopolio de los medios de comunicación aprueba la ley 14.241 y llama a licitación para otorgar el permiso de explotación de las radios y de la Televisión Pública, en un «intento puramente cosmético para continuar ejerciendo un fuerte contro». El 16 de junio de 1954, se otorgó el permiso relativo a Radio Belgrano y a LR3 Televisión a una denominada Asociación Promotora de Telerradiodifusión -APT S.A.- integrada por empresarios muy cercanos al gobierno entre los cuales estaban Jorge Antonio y Víctor Madanes.
En 1955 toma el poder el gobierno militar de la «revolución libertadora» que anula las licencias otorgadas por Perón mediante el Decreto Ley 170. En abril de 1958 Aramburu concede a grupos privados las licencias de los canales 9, 11 y 13 mediante el decreto 6287/58. Las tres emisoras privadas comenzaron a transmitir a principios de la década de 1960. De esta manera solo Canal 7 queda en manos del estado nacional.

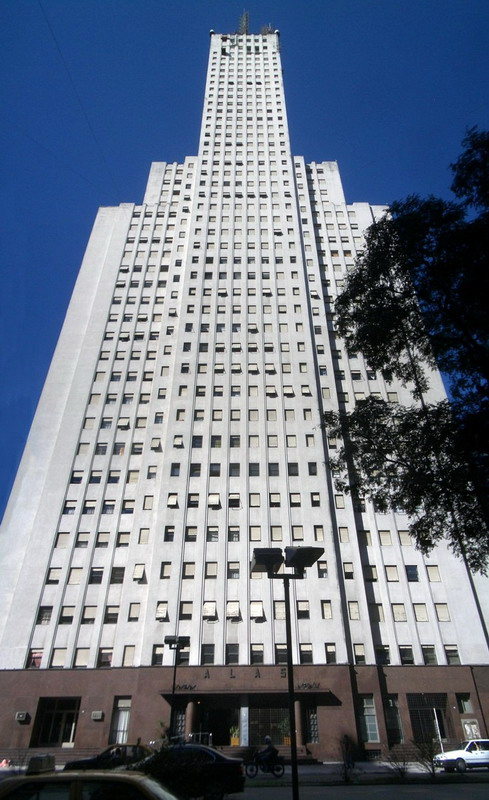
Edificio Alas, sede anterior.

Entre 1957 y 1978 sus estudios funcionaron en el Edificio Alas, ubicado en Avenida Leandro N. Alem y Viamonte 153 donde emitía sus programas y noticieros, en sus dos subsuelos, la planta baja, el entrepiso y el primer piso.
En 1973 finalizó el plazo de las licencias de canales que había otorgado Aramburu. El Canal 7, en octubre de 1973 pasó a llamarse Televisión Argentina. Un año después, ya con Estela Martínez de Perón en el poder, se concretó la intervención de los tres canales privados que pasaron a manos públicas.

### Gobierno militar e inicios de la televisación a color

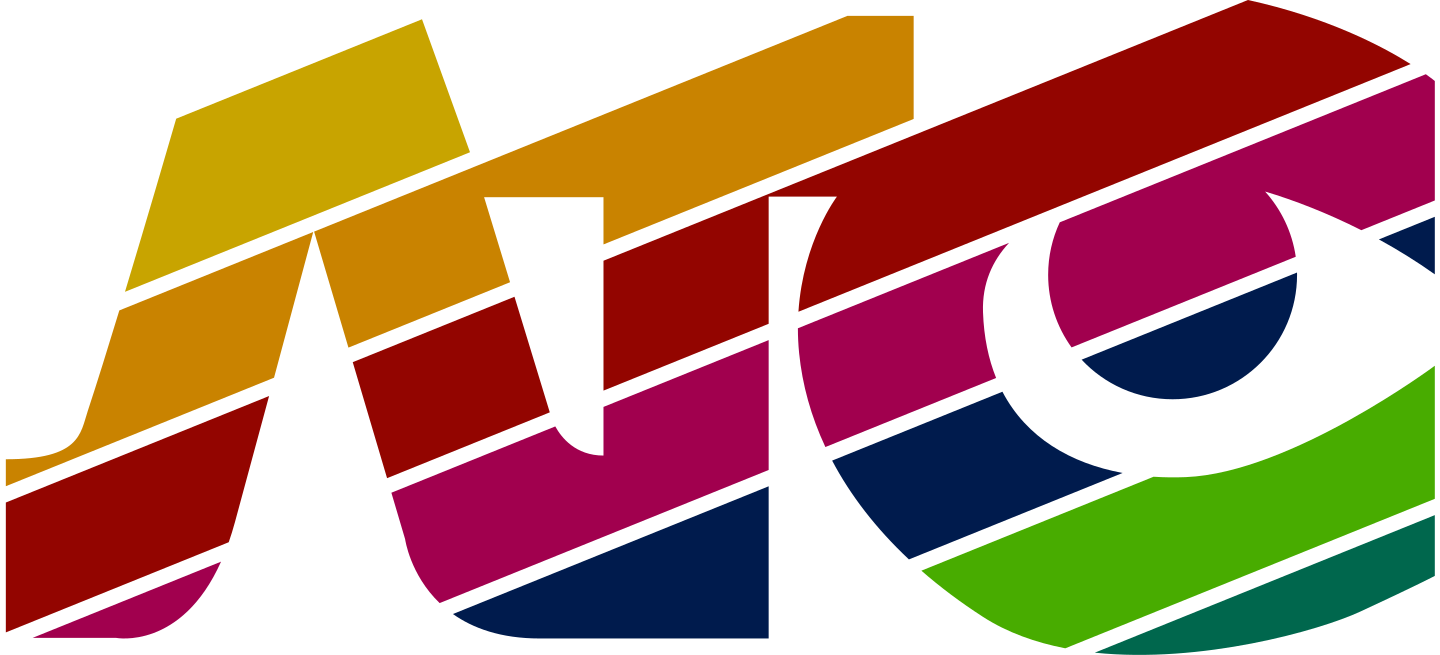
ATC: Argentina Televisora Color. Logotipo desde 1987 hasta febrero de 1996 y desde julio de 1996 hasta 1999.

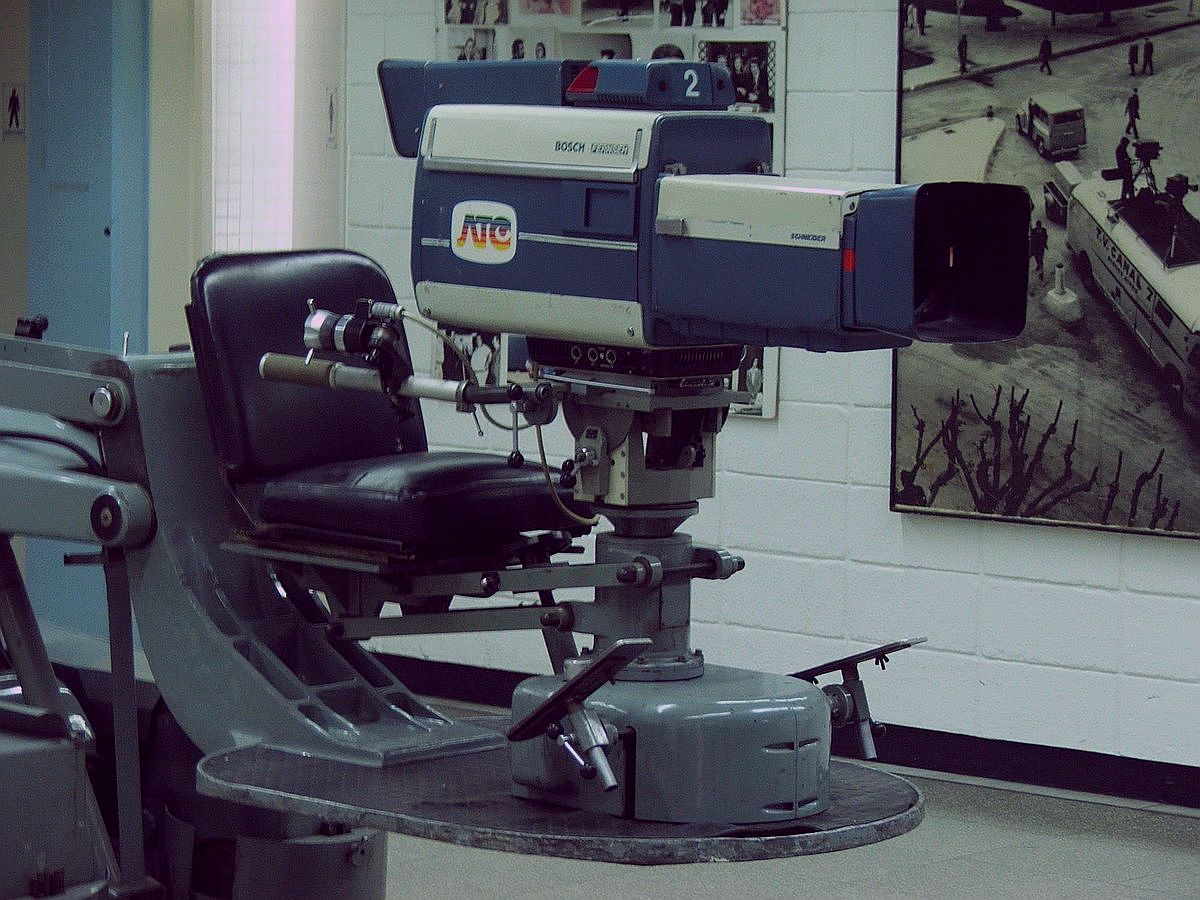
Cámara de Estudio a tubo Bosch Fernseh KCK-40 sobre grúa. Pasó a formar parte del material técnico, junto al estándar Bosch Fernseh a partir de su adquisición en 1978 para el mundial de fútbol de Argentina.

Tras el golpe militar de 1976 el gobierno reparte los canales estatizados poco tiempo antes entre las fuerzas armadas, dejando en manos del Poder Ejecutivo a Canal 7. Durante los primeros meses la programación tiene un enfoque cultural clásico (ópera, teatro y ballet), pero pronto se pone como objetivo la televisación de la Copa Mundial de Fútbol que tiene lugar en el país en 1978.
En 1978 el gobierno militar comenzó la construcción de un complejo audiovisual para transmitir todos los partidos del Mundial. El mismo fue inaugurado el 19 de mayo de ese año bajo el nombre de Argentina 78 Televisora / Centro de Producción Buenos Aires. Se ofreció a operadores pagos la inyección de la señal color a través de la red nacional de cable coaxial, la recepción de la misma y su emisión en circuito cerrado, con proyectores de video en salas de cine de todo el país. Sin embargo, la transmisión al aire del Mundial se realizó en blanco y negro, hacia la provincia de Buenos Aires y el exterior en color, y sólo el partido Argentina-Holanda fue transmitido en color bajo el sistema alemán PAL en norma N, para todo el país.
A principios de 1979, Carlos Montero (que había trabajado previamente en Canal 13) asume como gerente artístico de Canal 7 y se permite la fusión entre Argentina 78 Televisora / Centro de Producción Buenos Aires y Canal 7, y así el 3 de mayo de 1979 nace Argentina Televisora Color (ATC). Otros nombres propuestos fueron Televisión Nacional de Argentina, Televisión Argentina, Primera Televisora Argentina o Red de Televisión del Estado. El canal ya estaba funcionado desde el complejo audiovisual construido para el Mundial, que luego de finalizado el campeonato le fue cedido. La inauguración oficial de las transmisiones en color fue el 1 de mayo de 1980.
La programación del canal era realizada por Montero en diálogo con el interventor del canal, el coronel Enrique Santos Paradelo. El gobierno militar le otorgó a Montero un amplio presupuesto con el que pudo contratar a grandes figuras que llevaron al canal al primer lugar en audiencias y generaron enormes ganancias por publicidad. ATC apostó a programas de ficción, humorísticos, musicales y noticiosos, entre los que se destacan Almorzando con Mirtha Legrand, el noticiero 60 minutos y las telenovelas Andrea Celeste y Los hijos de López. Durante la misma generó un sello fonográfico que produjo álbumes musicales de variados artistas.

### Regreso de la democracia
En 1983 asume Raúl Alfonsín la presidencia luego de siete años de gobiernos militares. La primera medida del gobierno en el canal fue no renovar los contratos de periodistas y estrellas asociadas con el gobierno militar. En mayo de 1984 se dispuso la transferencia de ATC al área de la Secretaría de Cultura. Esta etapa se vio signada por un cambio en la programación que privilegió los programas culturales.
En 1986 comienza una segunda etapa en el canal tras el nombramiento de Marcos Aguinis en la Secretaría de Cultura. La oferta periodística sumó al Noticiero Federal con informes elaborados por periodistas de las provincias y El Latinoamericano, elaborado en conjunto con organizaciones regionales. Además se llevó adelante el Plan de Cobertura Nacional que sumó 50 antenas repetidoras en distintos puntos del país. En esta época se emitió La noticia rebelde, programa que fue considerado innovador por su mezcla de humor y política.
Tras la renuncia del Aguinis en 1987, ATC dejó la órbita de la Secretaría de Cultura. El canal da un giro hacia una programación más politizada y partidaria en vista de la proximidad de las elecciones. Tras perder las elecciones legislativas se introducen nuevos cambios en el canal convocando a la dupla Negri-Yankelevich que había dirigido exitosamente Canal 13. Esto significó un aumento en la cantidad de programas de entretenimientos, humor y concursos, con un descenso de los programas periodísticos que habían florecido poco antes.

### Década de 1990

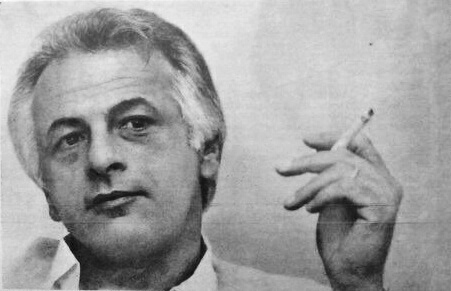
Gerardo Sofovich, interventor de la emisora entre 1991 y 1992, en la gestión se transforma de Sociedad del Estado a Sociedad Anónima.

Carlos Menem asume el gobierno en julio de 1989, en medio de una crisis hiperinflacionaria. Menem decide privatizar los canales 11 y 13, dejando únicamente a ATC en manos estatales. El periodista Mario Gavilán fue nombrado interventor del canal pero unos meses después fue reemplazado por su vice, René Jolivet. La programación del canal estaba conformada en un 60% por programas de entretenimientos. El noticiero del canal, dirigido por Mauro Viale, era utilizado con fines propagandísticos. El único programa periodístico de la grilla era Hora clave, conducido por Mariano Grondona quien recién se separaba de su compañero de trabajo Bernardo Neustadt. Entre los programas destacables de esta época se puede citar a Caloi en su tinta.
En 1991 el productor y conductor Gerardo Sofovich fue designado como interventor de ATC. La programación del canal durante su gestión apuntó a los programas de entretenimiento conducidos por famosos (incluido el mismo) y periodísticos. También se dio la aparición de programas reseñables como La TV ataca de Mario Pergolini y Fuga de Cerebros de Alejandro Dolina. El canal tuvo una mejora en su audiencia gracias a la incorporación de figuras como Pergolini, Gasalla, Pettinato y Raúl Portal. En enero el secretario de Medios, Raúl Burzaco, anunció la intención del gobierno de privatizar el canal. Mediante el decreto 544/92, el 3 de abril de 1992 ATC pasó de ser una Sociedad del Estado a una Sociedad Anónima, aunque los planes para su privatización finalmente no se concretaron. Un año después de su nombramiento Sofovich debió renunciar al ser acusado de administración fraudulenta por 36 millones de dólares, delito del que fue sobreseído por la justicia. Luego de la renuncia de Sofovich, ATC S.A. se presentó en concurso preventivo y se denunció un pasivo de más de 70 millones de dólares, ante el Juzgado Nacional en lo Comercial n.º 26.
En reemplazo de Sofovich fue nombrado Enrique Álvarez al frente del canal. En 1993 comienzan a emitirse los primeros cuatro canales exclusivamente de noticias del país, que le compiten a los noticiosos de ATC utilizando tecnología de punta para la época que supera a los equipos de 1978 con los que cuenta el canal estatal. El efecto tequila en 1994 produjo una crisis económico en el país que afectó al canal, con bajas de salarios y de cantidad de producciones. En diciembre de 1995 el político cordobés Germán Kammerath reemplaza a Álvarez. La programación completa del canal empezó a ser captada vía satélite en América del Sur y luego al resto del continente a través de diversas compañías de TV de paga.

### Década del 2000
El 1 de mayo de 2000, en coincidencia con el aniversario número 20 de la primera transmisión en color, la gestión de Fernando de la Rúa relanzó el canal bajo el nombre de Canal Siete Argentina, con una programación que incluiría más programas de entretenimiento sin dejar de lado los ciclos culturales y educativos. En agosto se creó el Sistema Nacional de Medios Públicos, un multimedios estatal que abarcó a Canal 7, Radio Nacional y Télam.

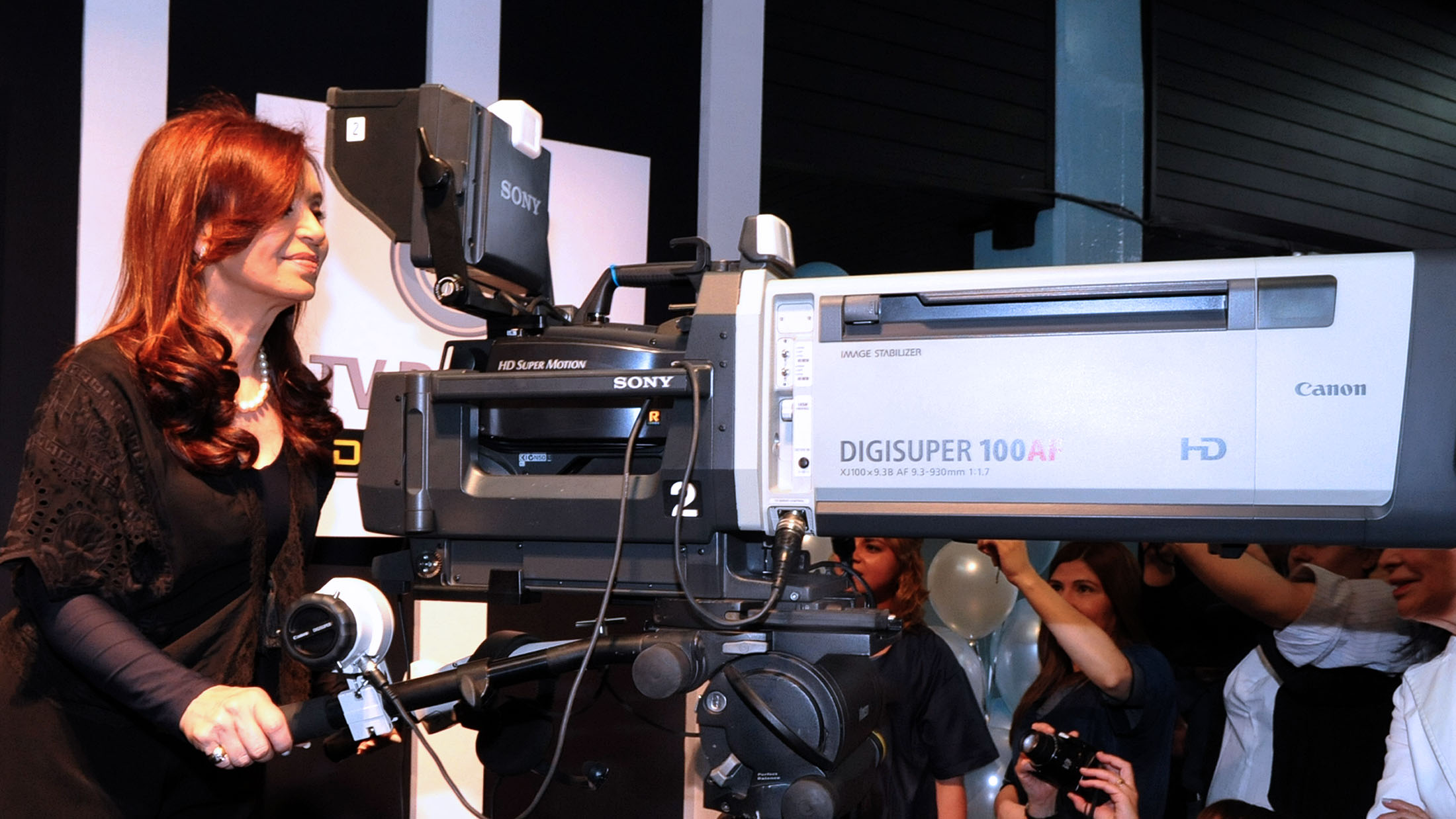
Cristina Fernández de Kirchner en los festejos del 60 aniversario de Canal 7, 2011.

A comienzos de la presidencia de Néstor Kirchner la dirección del canal fue dividida en las áreas de ficción y no ficción, encabezadas respectivamente por Leonardo Bechini y la periodista Ana de Skalon. Durante este período el canal retomó la producción propia, después de casi una década volvió a producir ficción, más de seis ciclos, entre ellos Un cortado, historias de café, De la cama al living, Los de la Esquina, Historias sobre ruedas y De gira. Volvieron los ciclos musicales como Badia en concierto. En esta etapa, el 80 % de la programación del canal fue de producción propia.
Tras la muerte de Ana de Skalon y el posterior alejamiento de Bechini, a mitad del 2006 asumió la dirección del canal la periodista Rosario Lufrano y se acuña el nombre de TV Pública, incluyó la renovación de la programación hacia ciclos más culturales, noticieros federales, musicales, cine y documentales. Luego se renovó el equipamiento tecnológico del canal con la incorporación de nuevas cámaras e islas de edición y tecnología en alta definición.
En 2009, durante la presidencia de Cristina Fernández de Kirchner se promulga la Ley de Servicios de Comunicación Audiovisual que dispone que el Sistema Nacional de Medios Públicos fuera reemplazado por Radio y Televisión Argentina Sociedad del Estado (RTA SE).

### Años 2010
En 2016 con la presidencia de Mauricio Macri y la renovación de autoridades, se crea el Sistema Federal de Medios y Contenidos Públicos bajo el mando del funcionario Hernán Lombardi, órbita bajo la cual comenzó a funcionar RTA SE. El nombre y el logo del canal fue modificado parcialmente manteniendo la temática de Televisión Pública Argentina, y se agregaron programas de espectáculos, política, economía, y de actualidad con nuevos conductores y periodistas. El nombre del noticiero pasó de Visión 7 a llamarse Televisión Pública Argentina noticias manteniendo el mismo formato y tecnologías de información. Desde entonces su rating pasó de 1,6 puntos, que midió en 2016, a 1,2 en 2017, con una baja en su audiencia del 25 por ciento en el último año. En diciembre de 2017 anunció la salida de Horacio Levin como director ejecutivo del canal público, el productor tuvo un escándalo con Hernán Lombardi por la realización de la ficción basada en la serie española Cuéntame cómo pasó.
En diciembre de 2019 asume como presidente Alberto Fernández quien nombra a Rosario Lufrano al frente de RTA y a Eliseo Álvarez como director ejecutivo de la TV Pública, cargo que renunció en 2021 debido al escándalo de los bolsos con dinero, fue sucedido por Claudio Martínez.

### Años 2020
En diciembre de 2023 asume como presidente Javier Milei quien a través de un decreto de necesidad y urgencia anuncia la transformación de todas las empresas del Estado en sociedades anónimas para su posterior privatización, convirtiéndose RTA en sociedad anónima y la televisión pública en una estación perteneciente a la misma empresa. El 14 de febrero de 2024, designaron como director ejecutivo al ex director de programación de América TV Juan Parodi, a dos meses del inicio de la gestión de La Libertad Avanza.

## Sede del canal

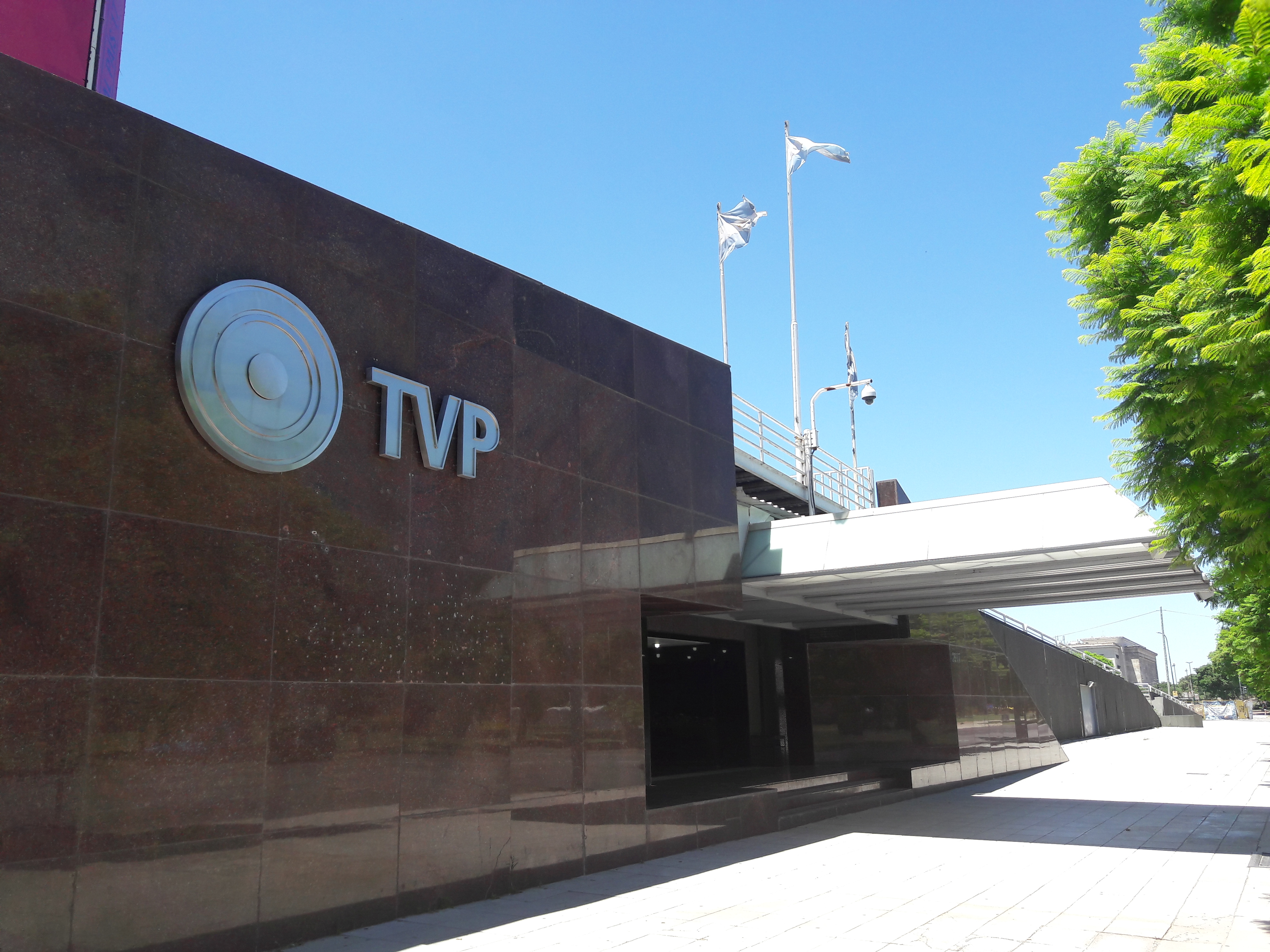
Actual sede de la emisora en Figueroa Alcorta y Tagle, edificio diseñado por Justo Solsona y Rafael Viñoly.

Televisión Pública opera desde el complejo de transmisión situado en la Avenida Figueroa Alcorta 2977 de la Ciudad de Buenos Aires. Este centro, diseñado por el estudio de arquitectura Manteola-Sánchez Gómez-Santos-Solsona-Viñoly y construido por la compañía Petersen, Thiele y Cruz, posee una estructura edilicia diseñada para funcionar como una emisora de televisión y sus estudios están flotando y recubiertos en una cápsula de aire, para evitar filtraciones de sonidos de aviones que sobrevuelan continuamente.[cita requerida]

## Programación
Entre 2009 y 2017 emitió el espacio Fútbol para todos, mediante el cual se transmitieron la mayoría de partidos de fútbol de la Primera División de Argentina y Nacional B. [cita requerida]

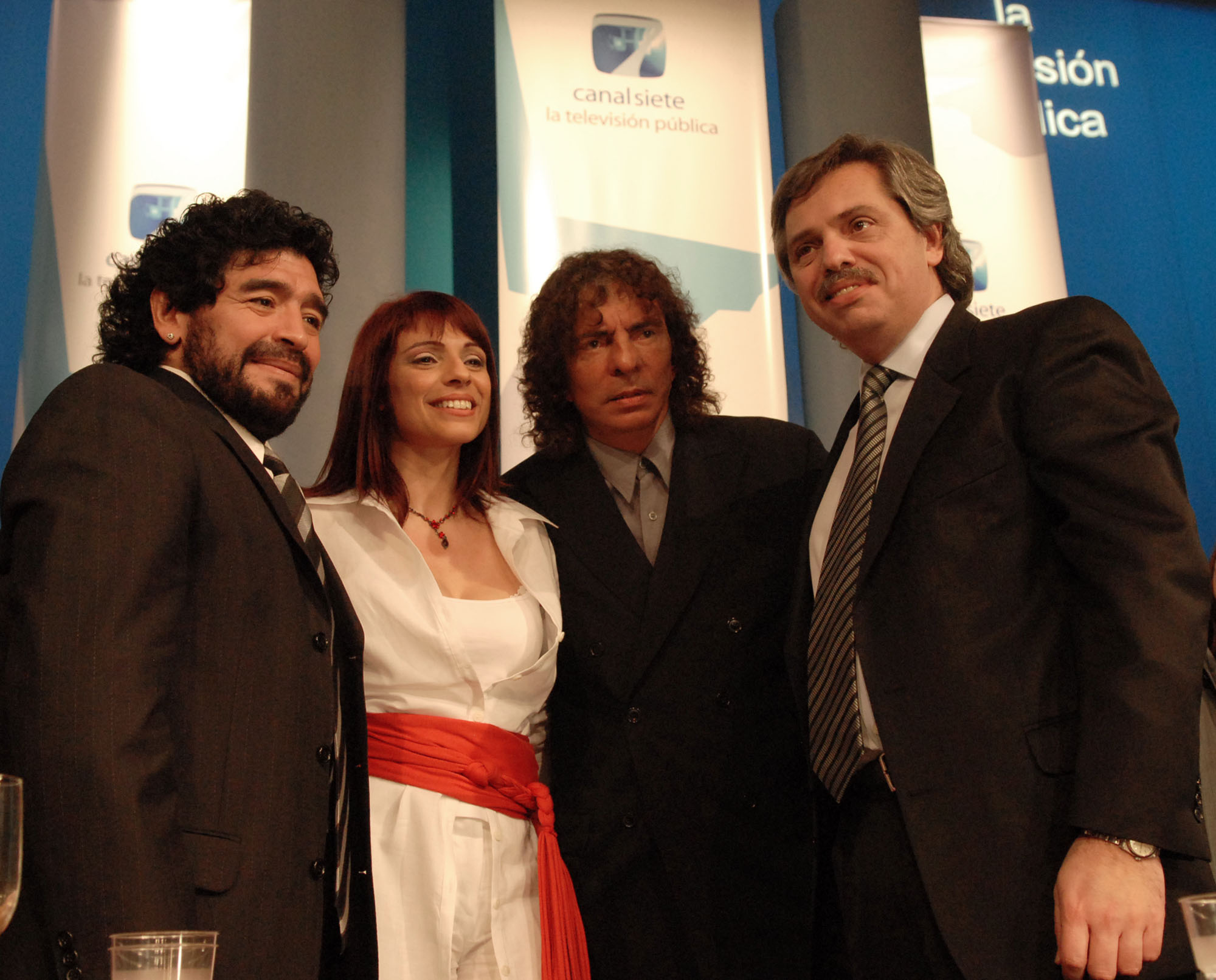
Diego Maradona, Rosario Lufrano, Alejandro Dolina y Alberto Fernández en la presentación de la nueva programación de Canal 7 en el año 2006.

En 2014 inició la emisión de un programa diario desde una ciudad del interior del país hacia todo el territorio nacional.
Televisión Pública opera desde el complejo de transmisión situado en la Avenida Figueroa Alcorta 2977 de la Ciudad de Buenos Aires. Este centro, diseñado por el estudio de arquitectura Manteola-Sánchez Gómez-Santos-Solsona-Viñoly y construido por la compañía Petersen, Thiele y Cruz, posee una estructura edilicia diseñada para funcionar como una emisora de televisión y sus estudios están flotando y recubiertos en una cápsula de aire, para evitar filtraciones de sonidos de aviones que sobrevuelan continuamente

## Controversias

### Utilización de fondos de empresas estatales, gobiernos provinciales y municipales para publicidad en la transmisión del mundial Catar 2022
La Televisión Pública registró ingresos por algo más de $2.000 millones en concepto de publicidad durante la transmisión del Mundial de Catar 2022, por lo que logró la rentabilidad al solventar los cerca de US$10 millones que costaron los derechos de transmisión y los gastos operativos de trasladar a más de una veintena de personas a casi 14.000 kilómetros de distancia. Según un documento interno de Radio y Televisión Argentina (RTA), casi un 20% de esos ingresos fueron aportados por fondos provinciales, organismos o empresas públicas. La provincia de Buenos Aires publicitó por $33,5 millones, un 1,68% del total. En el listado de anunciantes también está la municipalidad de La Matanza, con casi $6 millones (0,3%). Los gobiernos provinciales de San Juan, Jujuy y Chaco también hicieron lo propio. Aportaron $24 millones (1,2%), $12 millones (0,6%) y $9 millones (0,45%) respectivamente. Por último, en el listado de anunciantes también aparecen dos de las principales empresas públicas del país: YPF, que pagó $31,5 millones (1,58%), y Aerolíneas Argentinas, cuyo déficit volvió a quedar bajo la lupa en los últimos días luego de que se conociera que el déficit de la aerolínea durante 2022 se habría situado entre US$400 y US$500 millones. La aerolínea estatal, refleja el documento de RTA, aportó $28 millones, el 1,4% de los ingresos totales por publicidad durante el Mundial.

### Crítica y agresión a la selección argentina de fútbol tras el triunfo en Catar 2022
Tras la finalización de la Copa Mundial de Fútbol de 2022, la selección argentina, el periodista Nicolás Fiorentino se refirió a los jugadores como "desclasados" debido a 
Durante el programa, Fiorentino expresó su descontento con la postura de los futbolistas, afirmando: "Son jugadores a los que nosotros les pedimos que compitan a la más alta élite del fútbol y terminan siendo, perdón el término, unos desclasados. Son personas que pierden el sentido de pertenencia en una cuestión de la despolitización, no en cuestión espiritual".A raíz de la controversia, Nicolás Fiorentino ofreció disculpas por sus declaraciones.
El filósofo Darío Sztajnszrajber, también presente en el programa, aportó una perspectiva diferente, señalando que "el fútbol no deja de ser un evento popular pero es transideológico", y criticó la idea de politizar el deporte, afirmando que "partidizar el fútbol es lo peor".El conductor de La Nación + en ese entonces, Jonatan Viale

### Sesgos a favor del gobierno de turno
La Televisión Pública Argentina ha sido objeto de críticas y controversias en relación con supuestos sesgos a favor del gobierno de turno. En 2021, la ONG Transparencia Electoral publicó un informe que afirmaba que el 70% de la cobertura del noticiero de la TV Pública se dedicaba al Frente de Todos, mientras que solo un 28% se destinaba a Juntos por el Cambio y menos del 2% a otras fuerzas políticas. Este informe generó un debate sobre la imparcialidad de la cobertura mediática del canal estatal.
En respuesta a estas acusaciones, la presidente de Radio y Televisión Argentina, Rosario Lufrano, desmintió el informe, argumentando que había un error de metodología y que la cobertura no reflejaba sesgos partidarios, sino que se trataba de información gubernamental y políticas públicas. Lufrano también destacó que el canal había invitado a todos los candidatos de los partidos políticos, lo que contradice las acusaciones de discriminación.Críticos han señalado que la programación del canal a menudo se alinea con los intereses del gobierno en el poder, lo que ha llevado a cuestionamientos sobre su rol como medio estatal.
El debate sobre la imparcialidad de la TV Pública se inscribe en un contexto más amplio de polarización política en Argentina, donde la relación entre los medios de comunicación y el poder político ha sido históricamente compleja. La TV Pública, que ha cambiado de nombre y dirección a lo largo de su historia, ha sido utilizada por diferentes gobiernos como un instrumento para comunicar sus políticas y logros, lo que ha alimentado las críticas sobre su independencia.
En resumen, la controversia sobre los sesgos en la TV Pública Argentina refleja las tensiones entre la política y los medios de comunicación en el país, y continúa siendo un tema relevante en el debate público.

## Directores
- 1976-1983: Cnel. Enrique Santos Paradelo
- 1983-1986: Carlos Gorostiza
- 1986-1987: Marcos Aguinis
- 1987-1989: Carlos Bastianes
- 1989-1990: Mario Gavilán
- 1990: René Jolivet
- 1990-1991: Julio Ricardo López Batista
- 1991-1992: Gerardo Sofovich
- 1992-1995: Enrique Álvarez
- 1995-1996: Germán Kammerath
- 1996-1997: Horacio Frega
- 1997-1999: Horacio De Lorenzi
- 2000-2001: Juan Carlos Abarca
- 2002-2003: Alfredo Scalise
- 2003-2006: Leonardo Bechini/Ana de Skalon
- 2006-2008: Rosario Lufrano
- 2008-2016: Martín Bonavetti
- 2016-2017: Horacio Levin
- 2018-2019: Emilio Lafferriere
- 2019-2021: Eliseo Álvarez
- 2021: Leonardo Flores (interino)
- 2021-2023: Claudio Martínez
- 2024: Juan Parodi[41][42]
- 2024: Eduardo Gonzalez [43][44]

## Repetidoras
Televisión Pública cuenta con 250 repetidoras analógicas de TV y 100 estaciones digitales de TV en toda la República Argentina.
| Provincia                                             | Número de repetidoras |
| Buenos Aires                                          | 58                    |
| Catamarca                                             | 4                     |
| Chaco                                                 | 9                     |
| Chubut                                                | 44                    |
| Córdoba                                               | 24                    |
| Corrientes                                            | 8                     |
| Entre Ríos                                            | 4                     |
| Formosa                                               | 1                     |
| Jujuy                                                 | 7                     |
| La Pampa                                              | 9                     |
| La Rioja                                              | 3                     |
| Mendoza                                               | 4                     |
| Misiones                                              | 8                     |
| Neuquén                                               | 4                     |
| Río Negro                                             | 31                    |
| Salta                                                 | 20                    |
| San Juan                                              | 6                     |
| San Luis                                              | 5                     |
| Santa Cruz                                            | 7                     |
| Santa Fe                                              | 23                    |
| Santiago del Estero                                   | 7                     |
| Tierra del Fuego, Antártida e Islas del Atlántico Sur | 2                     |
| Tucumán                                               | 1                     |